# Königsee
Königsee ist eine Kleinstadt im thüringischen Landkreis Saalfeld-Rudolstadt, gleichnamig wie der Stadtteil Königsee. Bis zum 31. Dezember 2018 hieß die Stadt Königsee-Rottenbach.

## Geografie
Königsee liegt an der nordwestlichen Grenze des Landkreises, in einer Höhe von 377 m ü. NHN.

### Nachbargemeinden
Im Uhrzeigersinn, beginnend im Norden: Stadtilm, Rudolstadt, Bad Blankenburg, Bechstedt, Allendorf, Sitzendorf, Unterweißbach, Schwarzatal, Großbreitenbach, Ilmenau

### Stadtgliederung
Die Stadt ist territorial untergliedert in die folgenden Ortsteile: Dörnfeld an der Heide, Dröbischau (bestehend aus Dröbischau und Egelsdorf), Garsitz, Hengelbach, Horba, Köditz (bestehend aus Oberköditz und Unterköditz), Leutnitz, Lichta, Milbitz, Oberhain (bestehend aus Barigau, Mankenbach, Oberhain und Unterhain), Oberschöbling, Paulinzella, Quittelsdorf, Rottenbach, Solsdorf, Storchsdorf, Thälendorf und Unterschöbling.

## Geschichte
Die Stadt Königsee-Rottenbach entstand am 31. Dezember 2012 durch Zusammenschluss der zuvor selbstständigen Stadt Königsee mit der Gemeinde Rottenbach. Die Umbenennung in „Königsee“ erfolgte zum 1. Januar 2019 mit der Eingemeindung von Dröbischau und Oberhain. Seither ist Königsee außerdem erfüllende Gemeinde für Allendorf und Bechstedt.

### Einwohnerentwicklung
In der nachstehenden Tabelle ist die Entwicklung der Einwohnerzahl seit der Gründung der Gemeinde 2012 dargestellt. Ermittelt wurden die Werte jeweils zum Stichtag 31. Dezember.
| Jahr | Einwohner |
| ---- | --------- |
| 2012 | 6800      |
| 2013 | 6769      |
| 2014 | 6675      |
| 2015 | 6591      |
| 2016 | 6603      |
| 2017 | 6494      |
| 2018 | 6429      |
| 2019 | 7350      |
| 2020 | 7307      |
| 2021 | 7277      |

| Jahr | Einwohner |
| ---- | --------- |
| 2022 | 7096      |
| 2023 | 7031      |
| 2024 | 6979      |

## Politik

### Gemeinderat
Die erste Gemeinderatswahl am 14. April 2013 und die Wahl am 26. Mai 2019 führten zu folgenden Ergebnissen:
| Parteien und Wählergemeinschaften | Parteien und Wählergemeinschaften              | 2013  | 2013  | 2019  | 2019  |
| Parteien und Wählergemeinschaften | Parteien und Wählergemeinschaften              | %     | Sitze | %     | Sitze |
| --------------------------------- | ---------------------------------------------- | ----- | ----- | ----- | ----- |
| IWW FW                            | IWW-Freie Wähler Königsee(-Rottenbach)         | 23,5  | 5     | 21,1  | 4     |
| TK                                | Team Königsee                                  | –     | –     | 18,0  | 4     |
| FWG                               | Freie Wählergemeinschaft Königsee(-Rottenbach) | 22,9  | 4     | 16,9  | 3     |
| CDU                               | Christlich Demokratische Union Deutschlands    | 21,6  | 4     | 14,2  | 3     |
| UWGK                              | Unabhängige Wählergemeinschaft Königsee        | 8,0   | 2     | 11,6  | 2     |
| LINKE                             | Linke offene Liste/Die Linke                   | 8,9   | 2     | 8,5   | 2     |
| WG FFW                            | Wählergruppe Freiwillige Feuerwehr             | 4,6   | 1     | 5,8   | 1     |
| FDP                               | Freie Demokratische Partei                     | 4,6   | 1     | 3,8   | 1     |
| SPD                               | Sozialdemokratische Partei Deutschlands        | 5,8   | 1     | –     | –     |
| Gesamt                            | Gesamt                                         | 100,0 | 20    | 100,0 | 20    |
| Wahlbeteiligung in %              | Wahlbeteiligung in %                           | 66,2  | 66,2  | 62,5  | 62,5  |

### Bürgermeister
Bei der ersten Bürgermeisterwahl nach der Gemeindeneugründung konnte sich im zweiten Wahlgang am 28. April 2013 der parteilose Volker Stein mit 53,8 % der abgegebenen gültigen Stimmen durchsetzen. Bei der Wahl am 31. März 2019 gewann im ersten Wahlgang Marco Waschkowski (parteilos) mit 51,9 % der abgegebenen gültigen Stimmen. Er trat sein Amt zum 1. Mai 2019 an. Am 23. Februar 2025 wurde Waschkowski mit 93,9 % der abgegebenen gültigen Stimmen ohne Mitbewerber für eine zweite Amtszeit gewählt.

### Städtepartnerschaften
Partnerstädte von Königsee sind Erbach (Odenwald) in Hessen und Hirson in der französischen Region Hauts-de-France.
Städtefreundschaften werden gepflegt mit Ansião in Portugal, Jičín in Tschechien  und Le Pont-de-Beauvoisin (Isère) in Frankreich, die ihrerseits mit Erbach verschwistert sind, und mit Nagykanizsa in Ungarn, das auch Partnerstadt von Hirson ist; freundschaftliche Beziehungen bestehen auch zu Pulheim bei Köln.

## Wirtschaft
In Königsee haben unter anderem die SAMAG Truck Components GmbH, eine Tochter der SAMAG Saalfelder Werkzeugmaschinen GmbH aus Saalfeld, sowie die Otto Bock Mobility Solutions, eine Tochter der Otto Bock SE & Co. KGaA aus Duderstadt, ihren Sitz.

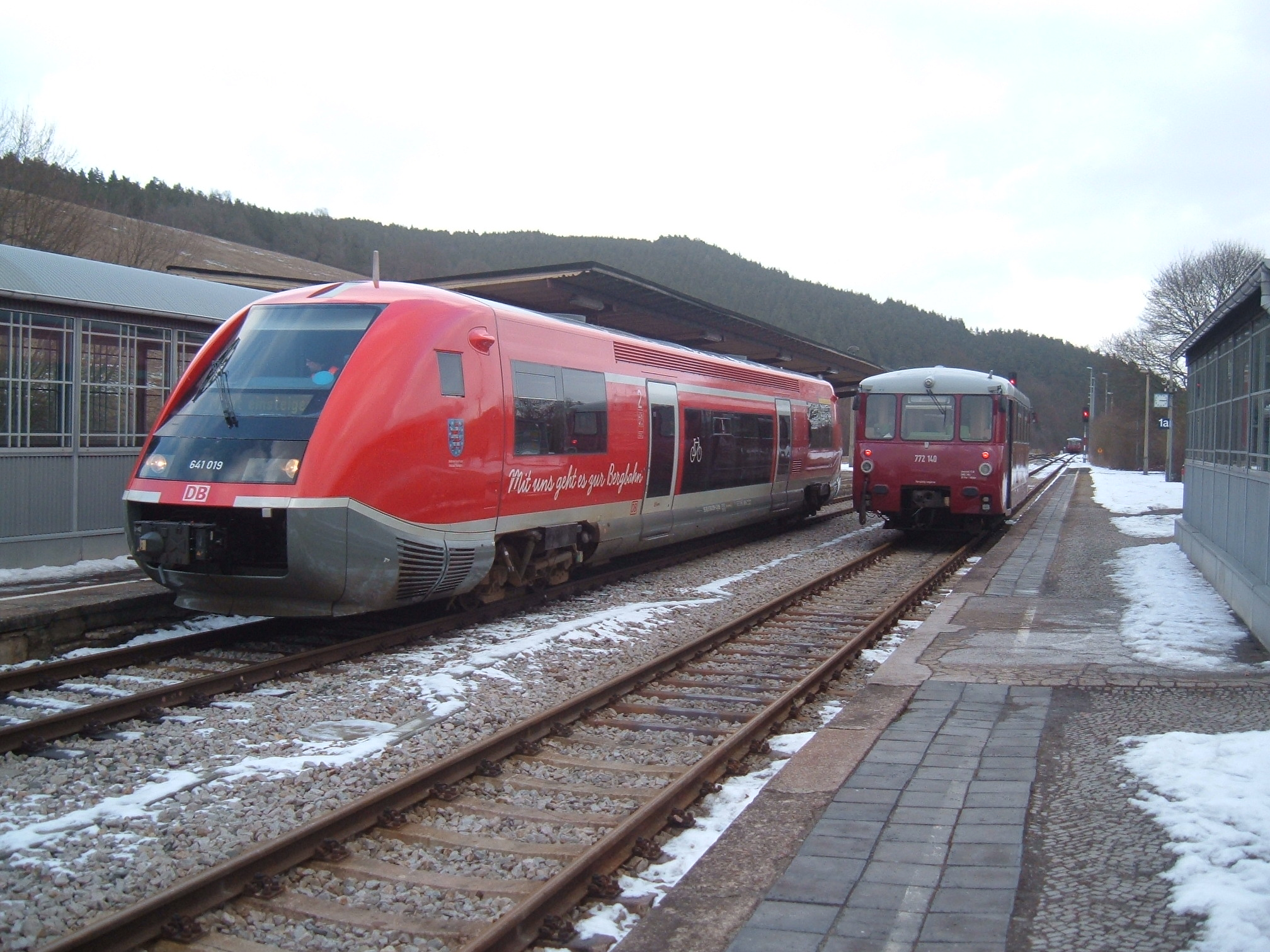
Bahnhof Rottenbach (2012)

## Verkehr
Königsee liegt mit den Bahnstationen Rottenbach und Paulinzella an der Bahnstrecke Arnstadt–Saalfeld. Ferner zweigt im Ortsteil Rottenbach die Schwarzatalbahn ab. Die Bahnstrecke Köditzberg–Königsee ist hingegen stillgelegt.

## Persönlichkeiten

### Ehrenbürger
- Paul von Hindenburg (1847–1934), Generalfeldmarschall[11]

### Söhne und Töchter des Ortes sowie mit Bezug zu Königsee
- Johann Daniel Schulze (1720–1785), im Ortsteil Solsdorf geborener Orgelbauer
- Johann Nikolaus Möckert (1732–1792), Jurist und Hochschullehrer
- Johann Friedrich Schulze (1793–1858), im Ortsteil Milbitz geborener Orgelbauer
- Oskar Dinkler (1861–1922), Apotheker und Chemiker
- Eberhard Möller (1936–2015), Musikwissenschaftler und Hochschullehrer
- Volkmar Kühn (* 1942), Bildhauer
- Thomas Ranft (* 1945), Grafiker
- Wolf-Günter Leidel (* 1949), Komponist, Pianist, Organist und Musikproduzent
- Klaus-Peter Justus (* 1951), Leichtathlet
- Marian Koppe (* 1964), Politiker (FDP), Mitglied des Thüringer Landtags